# Togo West
Pour les articles homonymes, voir West.
Togo Dennis West, Jr., né le 21 juin 1942 à Winston-Salem (Caroline du Nord) et mort le 8 mars 2018 entre la Barbade et Porto Rico (mer des Caraïbes), est un homme politique américain.
Membre du Parti démocrate, il est secrétaire aux Anciens combattants entre 1998 et 2000 dans l'administration du président Bill Clinton.